# Autostrade Lombarde
Autostrade Lombarde S.p.A. è una azienda italiana che opera nel settore delle infrastrutture autostradali.
La società ha per oggetto la promozione, la progettazione, la costruzione e la gestione di autostrade o strade assentite in concessione a norma di legge, nonché di altre infrastrutture di comunicazione, di trasporto e di telecomunicazione. 

## Le partecipazioni
Autostrade Lombarde possiede:
- Società di Progetto Brebemi S.p.A. - 86,69%
- Autostrade Bergamasche S.p.A. - 22,701%
- TEM-Tangenziali Esterne di Milano S.p.A. - 8%
- Argentea Gestioni S.c.p.a. -  63,35%

Dati aggiornati al 31 dicembre 2018.

## I soci
Dati aggiornati al 31 dicembre 2018:
| Socio                                             | % di partecipazione |
| ------------------------------------------------- | ------------------- |
| Intesa Sanpaolo                                   | 55,78152%           |
| Impresa Pizzarotti & C. S.p.a.                    | 6,4140%             |
| Unieco Società Cooperativa                        | 5,7726%             |
| Autostrade Centropadane S.p.a                     | 5,4068%             |
| Mattioda Pierino & Figli Autostrade S.r.l.        | 5,3450%             |
| Autostrada Brescia Verona Vicenza Padova S.p.A.   | 4,9015%             |
| Parcam S.r.l.                                     | 2,8177%             |
| Milano Serravalle-Milano Tangenziali S.p.a.       | 2,7794%             |
| Camera di Commercio di Brescia                    | 2,7575%             |
| Tecno Holding S.p.A.                              | 2,1380%             |
| Provincia di Bergamo                              | 1,1396%             |
| Provincia di Brescia                              | 0,8866%             |
| Camera di Commercio di Bergamo                    | 0,7143%             |
| C.m.b. Cooperativa Muratori e Braccianti di Carpi | 0,6414%             |
| Città metropolitana di Milano                     | 0,6087%             |
| Ubi Banca S.C.p.A.                                | 0,6053%             |
| Cassa Rurale - BCC di Treviglio                   | 0,4122%             |
| Associazione Industriale Bresciana                | 0,3669%             |
| Comune di Brescia                                 | 0,2031%             |
| Camera di Commercio di Cremona                    | 0,1100%             |
| Comune di Treviglio                               | 0,0877%             |
| Banco BPM S.p.A.                                  | 0,0787%             |
| Confindustria Bergamo- Unione degli Industrial    | 0,0135%             |
| Assolombarda                                      | 0,0089%             |
| Comune di Caravaggio                              | 0,0061%             |
| Comune di Travagliato                             | 0,00296%            |
| Camera di Commercio di Milano                     | 0,0001%             |